# Megaselia oligoseta
Megaselia oligoseta är en tvåvingeart som beskrevs av Ronald Henry Lambert Disney 1987. Megaselia oligoseta ingår i släktet Megaselia och familjen puckelflugor. Arten är reproducerande i Sverige. Inga underarter finns listade i Catalogue of Life.